# Опалинский, Ян Пётр
Ян Пётр Опали́нский (1601, Лешно — 1665) — польский магнат, подкоморий калишский (1626—1650), подстолий великий коронный (1638—1645), стольник великий коронный (1645—1651), подчаший великий коронный (1651), воевода подляшский (1653—1657) и калишский (1660—1665).

## Биография
Представитель польского магнатского рода Опалинских герба «Лодзя». Второй сын кравчего великого коронного Петра Опалинского (1566—1600) и Елизаветы Зборовской, дочери гетмана надворного коронного Яна Зборовского. Имел старшего брата Анджея (1599—1625) и двух сестер: Елизавету и Екатерину.
В 1626—1650 годах Ян Пётр Опалинский занимал должность подкомория калишского, с 1638 года — подстолий великий коронный, затем стольник великий коронный (1645) и подчаший великий коронный (1651). В 1653—1657 годах — воевода подляшский, в 1660—1665 годах — воевода калишский.
Также исполнял обязанности староста калишского, сремского, одолянувского, лосицкого и конинского.
Отличился в битвах с турками и шведами. В 1621 году участвовал в разгроме турецко-татарской армии в битве под Хотином. Принимал участие в боях с восставшими украинскими казаками. Под командованием Стефана Чарнецкого участвовал в битвах со шведскими оккупантами и в 1657 году в составе его дивизии участвовал в военных действиях против шведов в Дании. Приобрел славу бесстрашного и храброго воина.

## Семья и дети
В 1624 году женился на Екатерине Лещинской (ок. 1605—1664), дочери канцлера великого коронного Вацлава Лещинского (1576—1628) и Анны Роздражевской. Их дети:
- Анна Опалинская, жена воеводы подляшского Войцеха Эмерика Млечко (ок. 1625—1673)
- Ян Опалинский (1629—1684), воевода иновроцлавский (1664—1665), калишский (1665—1678) и бжесць-куявский (1678—1684)
- Казимир Ян Опалинский (1639—1693), епископ хелмский (1681—1693)
- Пётр Опалинский (1640—1691), воевода ленчицкий (1679—1691)
- Марианна Опалинская (1644 — после 1699), 1-й муж — каштелян рогозьновский Станислав Грудзинский (1610—1678), 2-й муж — стольник познанский Каспер Модлибовский, 3-й муж с 1687 года староста рогозьновский Анджей Марциан Зебжидовский (ум. 1690/1700).